# Fábio Guarú
Fábio Nascimento de Oliveira (Guarulhos, 1987. szeptember 3. –) brazil labdarúgó.